# Szepsi
Szepsi (szlovákul: Moldava nad Bodvou kiejtéseⓘ, németül: Moldau) város Szlovákiában, a Kassai kerület Kassa-környéki járásában. Bodolló tartozik hozzá.

## Fekvése
Kassától 26 km-re délnyugatra, a Bódva két partján terül el az E571-es, Rozsnyó irányába futó nemzetközi út mentén. Itt ér véget a Kassai-medence és kezdődik a változatos Gömör-Tornai-karszt vidéke. A várost átszeli a 21. délkör.

## Nevének eredete
Neve a tatárjárás után ide költöző német népesség szepességi eredetére utal. Az Árpád-korban Szekeresfalvának nevezték, mivel királyi szekeresek lakóhelye és lótenyészete volt itt.

## Története
A települést a tatárjárás után a Szepességből ide költöző németek alapították. 1255-ben „Scepusy” néven említik először. Az Árpád-korban királyi szekeresek lakóhelye és lótenyészete volt itt. Templomát 1290-ben III. András király kiváltságlevelében már említik. 1320-ban 49 garas pápai tizedet adózott
A középkorban vára is volt, melyet 1449-ben Giskra huszitái építettek, de Hunyadi János még abban az évben elfoglalta és leromboltatta. Ezután a várost és a templomot is kőfallal erősítették meg. A 16. században Szepsi lakossága is református hitre tért, majd az ellenreformáció során nagy részük visszatért a katolikus vallásra.
A 18. század végén Vályi András így ír róla: „SEPSI. Moldau, Moldava. Magyar Mezőváros Abaúj Várm. földes Ura Gr. Vandernot Uraság, lakosai katolikusok, és reformátusok, fekszik Bódva vize mellett, Jászóhoz nem meszsze, kies térségen. Hajdani lakosai a’ Királynak hadi butorait hordozák a’ hadban, ’s jeles szabadságaik valának; határja leginkább térséges, és jól termő; vagyonnyai külömbfélék; malmok alkalmatos; eladásra is jó módgyok van.”
Fényes Elek 1851-ben kiadott geográfiai szótárában így ír a városról: „Sepsi, magyar m. v., Abauj vgyében, a Forrótól Szomolnokra vivő országutban, rónaságon.”
Borovszky Samu monográfiasorozatának Abaúj-Torna vármegyét tárgyaló része szerint (részlet): „A BÓDVA- és a Kanyaptavölgy találkozása pontján, Kassától 30 kilométernyire délnyugatra fekszik Szepsi városa, mely hosszan nyulik el a Bódva mellett. Székhelye a csereháti járásnak, mint ilyen a szolgabiróságnak; van járásbirósága, telekkönyvi hivatala, adóhivatala, pénzügyőri- és csendőr-örsparancsnoksága. Kiinduló pontja a felső-bódvavölgyi (szepsi-meczenzéfi) szárnyvasutnak. Posta- és táviróállomás. Tulajdonképen csak két utczából áll, 330 házzal. Lakosainak száma 1765, köztük 1640 magyar, 44 német, 57 tót. Vallásra nézve 1120 r. katholikus, 526 ev. református, 94 izraelita, a többi egyéb felekezetü. A városnak két temploma van, a régi róm. kath. és az ujabb református. [...] A város házainak egy része ugyanazt az épitészeti tipust mutatja, mely a közeli Meczenzéf házait jellemzi, a mi fenntartja a Szepességről ide költözött egykori német telepesek emlékét. Erre vall a város neve is. Németül Moldaunak, valamint a Bódva vagy Boldva folyót is Moldaunak, moldaui viznek nevezték. Ebből lett valószinüleg a nép ajkán a rokonhangzásu Boldva. [...] Minthogy háboru idején a szepsi gazdák szekereikkel tettek szolgálatot, a mult század második feléig Szekeresfalvának nevezték a várost. Szepsi, Zsigmond korában már virágzó helység volt. A XV. században kezdődő zivataros időkben akkor szerepel először, midőn a cseh Giskra megszállja, erődöt épittet, melyből őrsége ki-kicsap a Bódva völgyének lakosaira, hogy megsarczolja őket. 1449-ben Hunyadi János Giskra ellen indulván, elfoglalta s földig lerombolta erődjét. A török háboruk, szabadságharczok és a vallási villongások alatt szepsi sorsa lapda volt az egyes pártok és hadak kezében. A Torna birtokáért vívott harczok tüzét mindannyiszor meg kellett szenvednie Szepsinek is, a mi megakasztotta természetes fejlődésében; pedig topografiai helyzeténél fogva, mint a Bódvavölgy kulcsa, bár Abauj-Torna vármegyének kisebb mezővárosai közé tartozik, ma is meg vannak kellékei arra, hogy környékének élénk forgalmi góczpontja legyen. [...] Mint a népszámlálás adatai mutatják, ma ugyszólván teljesen magyar, az alig 5% idegen ajku is már eltünik a magyarságban. Társas életét a polgári kaszinó s a kath. olvasókör, meg a tüzoltóegyesület eleveníti; a nagyrészt kisiparosokból és kisgazdákból álló polgárság hiteligényeit a takarékpénztár és egy hitelintézet elégiti ki. A szegényekről és betegekről a szegények-háza gondoskodik. Iskolája hat osztályu. A várostól nyugatra, a tornai uton van kis fürdője; a Szőllőtető-hegy oldalában (szintén nyugatra a várostól) emlitésre érdemes egy barlang, mely még nincs kikutatva. A kik behatoltak az üregbe, meglehetős nagy kiterjedésünek mondják. E barlang "Barátlyuk" elnevezés alatt ismeretes és a népmonda azt tartja felőle, hogy a 9 kilométerre fekvő tornai várral alagut kötötte össze.”
A trianoni diktátumig Abaúj-Torna vármegye Csereháti járásához tartozott.

## Népessége
| Év:            | 1994. | 2004.   | 2014.    | 2024.   |
| -------------- | ----- | ------- | -------- | ------- |
| Emberek száma: | 9332  | 9807    | 11 202   | 10 275  |
| Eltérés:       |       | +5,09 % | +14,22 % | -8,27 % |

| Év:            | 2023.  | 2024.   |
| -------------- | ------ | ------- |
| Emberek száma: | 10 254 | 10 275  |
| Eltérés:       |        | +0,20 % |

1910-ben 2197 lakosából 2163 magyar.
A lakosság aránya az utóbbi tíz évben fordult meg, 1991-ben még magyar többségű település volt.
2001-ben 9525-en lakták, ebből 4847 szlovák, 4158 magyar és 353 cigány.
2011-ben 11068 lakosából 4683 szlovák, 3279 magyar, 1085 cigány, 30 cseh és 1942 ismeretlen nemzetiségű.
2021-ben 10305 lakosából 5399 szlovák, 2897 magyar (28,1%), 1574 cigány, 28 cseh, 20 ukrán, 12 rutén, 6 német, 3 lengyel, 1 morva, 1 vietnami, 1 bolgár, 1 osztrák,1 ír, 8 ismeretlen nemzetiségű.

## Egyházai
- Az első említés a szepsi templomról és plébánosról az 1290. december 21-én keltezett III. Endre király kiváltságlevelében szerepel. A 11. században István király rendelete kimondta, hogy minden 10 község építsen egy templomot. Valószínűleg Szepsi első temploma is ekkor épült. Ha igen, akkor ez lehetett az elődje annak a háromhajós, csúcsíves építménynek, melynek mára csak a szentélye maradt meg. 1449-ben a husziták vereséget mérnek a magyar hadakra és elfoglalták a környéket. A várost és a 14. században épült templomot is kőfallal erősítették meg. 1646-ban a templom a reformátusok kezén volt. Az 1794-es tűzvészben leégett, majd sokáig elhagyatottan állt, miután országos gyűjtésből felújították. Ekkor látták el a 12 dór oszlopon nyugvó boltozattal. A belső teret is felújították, de azóta már többször is kicserélték. A templomban három oltár van, a főoltár a legrégibb, amely a szomolnoki templomból származik. Tornyát is többször átépítették, de az utolsó nagy építkezés a második világháború után történt. Falán az ellenreformáció nagy alakjának, Herkó János ferences szerzetesnek (Herkópáter) emléktáblája áll. A templomkertbe még az 1800-as években is temetkeztek, de már csak papi személyeket és nemeseket. Egyházi szempontból Szekeresfalva az egri püspökséghez, az abaújvári esperességhez tartozott. Szepsi jelenleg esperesi központ és a kassai püspökség alá tartozik. A Szentlélek tiszteletére felszentelt gótikus templom idegenforgalmi nevezetesség.

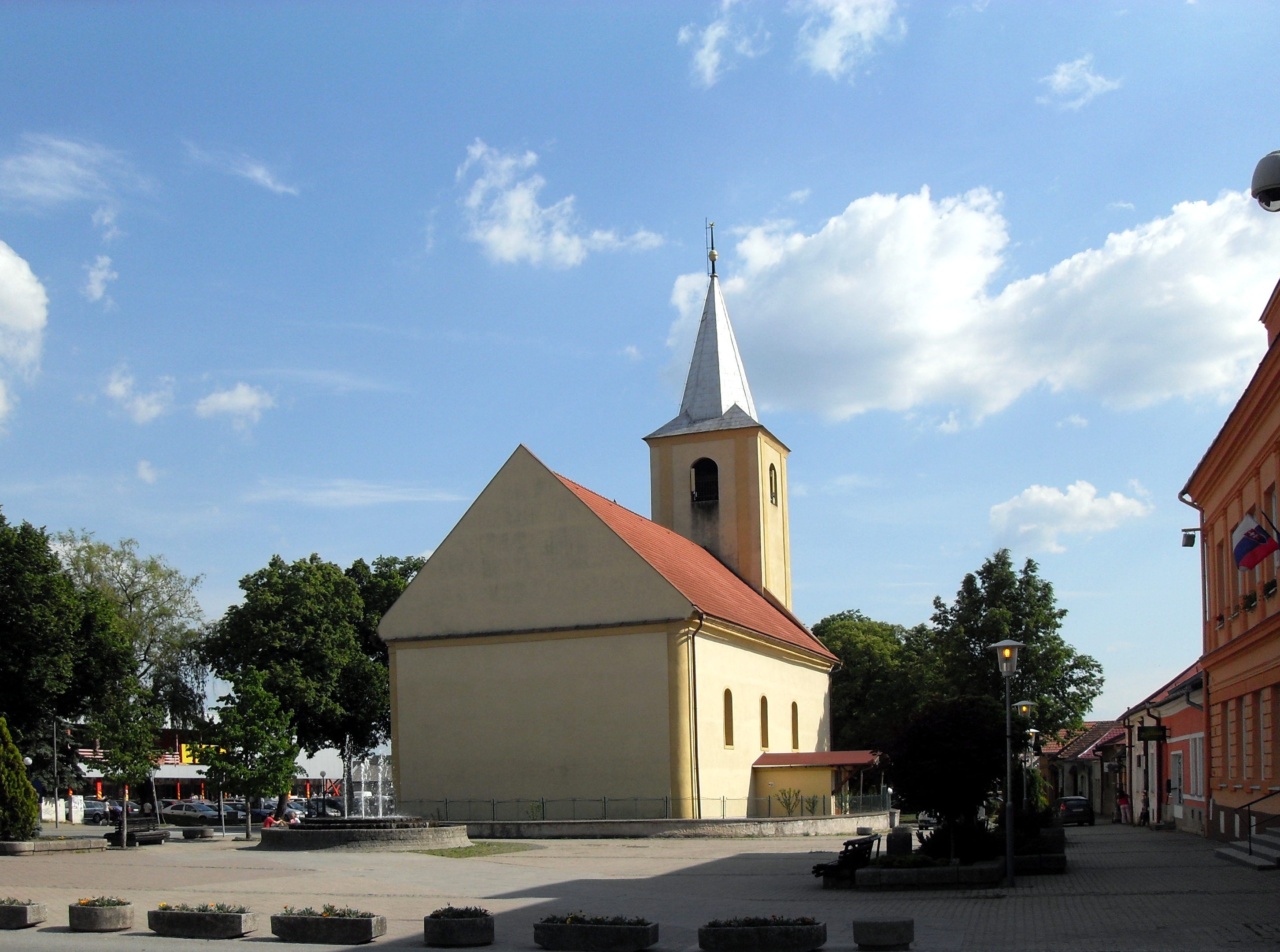
Református templom

- A szepsi református egyház keletkezésének évét pontosan megállapítani nem tudjuk, de egy 1558-ból fennmaradt levél már bizonyítja létezését templommal, lelkipásztorral, javakkal együtt. Ekkor a katolikus papon és két hívőn kívül az egész város protestáns hiten volt. Az ellenreformáció idején többször gazdát cserélt a templom, de a Rákóczi-szabadságharc leverése után, 1711-ben végleg a katolikus egyházé maradt. A templom nélkül maradt hívek a temetőben építettek egy deszkatemplomot és folyamatosan kérvényezték a kőtemplom építését, amire az engedélyt 1772. július 6-án meg is kapták. 1773-ban felépült a templom, de csak fatoronnyal, ahogy azt az engedély kimondta. Az 1781-es türelmi rendelet értelmében már tornyot és kerítést is építhettek kőből. Tornya 1789-ben készült el, de egy éven belül ledőlt. Újraépítették, majd pár év múlva a nagy tűzvészben leégett, leszakadtak a harangok is. Ezután a második világháborúig sértetlenül állt, amikor a visszavonuló német hadsereg a tornyot felrobbantotta, tönkretéve ezzel a templombelsőt is. Az új rendszer a tornyot már nem engedte az eredeti magasságába visszaépíteni, és így a klasszicista stílusú templom egy kicsit furcsa. Az utolsó felújítást követően egyedi faragott szószék és kiegészítők kerültek a templomba. A reformáció elterjedésétől kezdve az 1800-as évek második feléig a reformátusok mindig többségben voltak a városban, de később is jelentős helyet foglaltak el a város szellemi életében. Híres iskolájuk és énekkaruk volt. Jelenleg mintegy 1000 főre tehető Szepsiben a reformátusok száma, akik szinte kizárólag a magyar etnikumhoz tartoznak.
- Szepsi zsidóságáról csak az 1850-es évek után beszélhetünk, de évszázadokon keresztül jelen voltak a város gazdasági életében. A tokaji borkereskedelem nagy része az ő kezükön ment keresztül és a 17. századig az észak felé haladó kereskedelemnek Szepsi is szerves része volt. A ma már Szepsihez tartozó Bodollóban éltek azok a zsidó kereskedők, akiknek Szepsiben voltak üzletei, de a törvények értelmében éjszakára el kellett hagyniuk a várost. II. József, a „kalapos király” megnyitotta előttük a szabad királyi városokat is és ekkor kezdődött a falvakról való tömeges betelepedésük a városokba. Szepsibe a zsidók csak 1848 után kezdenek bevándorolni Bodollóból. 1850 elején tette át székhelyét Szepsibe a Bodollói Izraelita Rabbinátus. A város északi részében megnyitották temetőjüket, amit később kőfallal és boltozatos bejáróval vettek körül. Utoljára az 1960-as évek végén temetkeztek ide. 1939-ben 211 zsidó élt a 2280 lakosú városban. Az utolsó szepsi főrabbi, Tannenbaum Mózes 1925-ös palesztinai utazásáról könyvet írt „Mózes utazásai” címmel. A hitleri törvények értelmében 1944 nyarán gettóba zárták a szepsi zsidóságot, és innen Kassára, majd az auschwitzi megsemmisítő táborba deportálták őket. Kevesen tudtak elbújni és kevesen is tértek vissza. Kb. 20-ra tehető a második világháború után hazakerült szepsi zsidók száma. Ezeknek nagy része az átélt borzalmak hatására kitelepült Izraelbe.

## Nevezetességei
- A Szent Rókus kápolnát az 1831-ben kirobbant kolerajárvány áldozatainak emlékére és Szent Rókus tiszteletére építették a város északi részében, a domboldalon. A járvány hat hét alatt 212 lakos halálát okozta. Az 1872-es járvány 34 áldozatot követelt. A kápolnában az áldozatok emlékére minden év szent Rókus ünnepén búcsúi szentmisét szolgálnak.
- A Szojka-kapu székely kapu, az egyetlen műemlék, amely az 1795-ös tűzvészt átvészelte. A városban szinte minden leégett, csak a templomok falai maradtak meg. Csodamód kicsit megpörkölve, de a kapu is megmaradt. A latin felirat „égtem, égtem, de el nem égtem…” emlékeztet az eseményre. Másolata 1996-ban a református templom melletti parkban volt felállítva, egykori helyétől nem messze, a Fő utca 33. sz. ház előtt. Az eredeti kapu a Kelet Szlovákiai Múzeum udvarán található Kassán.
- A városi múzeum a régi kovácsműhely épületében lett elhelyezve a Fő utca 130. sz. alatt. A kőépület 1850 körül épült. Az első részében jellegzetes kovácsműhely van, amelyben nyitott tűzhely és az eredeti kovács eszközök láthatók (lókötő és etető hely). A műhely utáni három helyiség Szepsi gazdag céhjeire emlékeztetnek (csizmadia-, kalapos-, mézeskalácsos céh). A középső helyiség egy berendezett konyha, a 19. század végén és a 20. század elején használt tárgyakkal. A hátsó helyiségben Szepsi vonatkozású festmények és fényképek láthatók. Az udvaron mezőgazdasági felszerelés és egyéb érdekesség található.
- A katolikus plébánia klasszicista, kétemeletes épület, amelyet a Fő utca 108. sz. alatt találunk. A 18. század végén épült. A homlokzaton, az első emelet szintjén, falmélyedésben látható Nepomuki Szent János szobra. 1999-ben a plébánia homlokzata felújításra került, és ekkor leplezték le azt a márványtáblát is, amelyen az utóbbi 700 év alatt Szepsiben szolgáló lelki atyák névsora található.
- A Városháza egyemeletes saroképület. Az óvárosban található. Négyszög alaprajzú, szecessziós épület a 20. század elejéről, amely mindig városházaként szolgált. A korabeli épületből eredeti a homlokzat és a lépcsőház esztergályozott tölgyfakorlátja. Az épület műemlékként van nyilvántartva.
- A bodollói római katolikus templom Szepsi városrészében, Bodollóban található (3 km-nyire Szepsitől). A második világháború harcai e község területén is folytak és ekkor súlyosan megrongálódott a templom is, amelyet ezért lebontottak. Az utolsó istentiszteletet a régi templomban 1944. december 8-án tartották. 1991-ben a lakosok letették az új templom alapkövét az egykori helyén. A gyűjtésekből, jelentős külföldi támogatásokból és a város hozzájárulásából elkészült templomot 1996. július 16-án felszentelték. A templom a kassai Michal Baník építész tervei alapján készült.
- A Szepsi Csombor Márton emléktábla a városi parkban található.
- A város fontos kulturális eseménye a Szepsi Napok – 1996 óta – és a Járási Dal- és Táncünnepély – 1954 óta –, melyeket évente rendeznek.
- A szepsi cseppkőbarlang majdnem 3 km-es hosszával Szlovákia 14. leghosszabb barlangja. Az ország legbonyolultabb természetes földalatti labirintusa. Nyilvánosság által nem látogatható.
- Iskolájában 1458-ban Simon mester tanított, emlékét az iskola falán elhelyezett emléktábla őrzi.

## Híres személyek
- Itt született Szepsi Korótz György, Bocskai István fejedelem írnoka, később tanár és prédikátor. Bocskai halála után folytatta tanulmányait. 1610-ben Marburgban, Heidelbergben és Oxfordban tanult. Tanárként tevékenykedett Göncön, Sárospatakon, Kassán, később prédikátor volt Tokajban. Korótzot a Nyári család szolgálatában  Cigansky boss z moldavy érte a halál 1630-ban.
- Itt született 1576-ban Szepsi Laczkó Máté történész, költő. Az iskolát Szepsiben, majd Sárospatakon látogatta. 1606-tól Olaszliszkán, később Kassán tanár volt. Lórántffy Mihály segítségével Wittenbergben folytatta tanulmányait 1608-ban, ahol felügyelő diákká válik az ottani magyar diákoknak. 1610-ben már tanított Erdőbényén. 1612-ben ismét folytatta tanulmányait Hanauban, 1614-ben visszatér Erdőbényére. Később Lorántffy Zsuzsanna és I. Rákóczi György szolgálatába állt. Irodalmilag aktív volt, mint történész és költő. Ennek ellenére leghíresebb alkotása a tokaji aszú, amit elsőként neki sikerült elkészíteni, és először 1630-ban szolgálta fel úrnője asztalára. Az aszú elkészítése máig az ő receptúrája alapján folyik. E fejedelmi ital feltalálója 1633. január 20-án halt meg Erdőbényén.
- Itt született 1595-ben Szepsi Csombor Márton utazó, aki az első magyar nyelvű útleírás az „Europica Varietas” szerzője. Ebben a műben az 1616-1619-es európai körútját írja le. Meglátogatta Lengyelországot, Dániát, Hollandiát, Angliát, Franciaországot. Német- és Csehországon keresztül tért haza. A könyv 1620-ban jelent meg Kassán, mikor az akkori kassai bíró, Bocatius, Alvinczi Péter ajánlására alkalmazta Csombort, mint a Kassai Iskola rektorát. Később Varannóra került a Nyári családhoz, ahol „Udvari schóla” címmel megírta az első magyar erkölcstant, mint alapvető pedagógiai művet. A jeles szerzőt, Csombor Mártont a Strassburgi Akadémia tagjává választották. Fiatalon halt meg pestisjárvány áldozataként, sírhelyét nem ismerjük, de az utókor őrzi emlékét.
- Itt született Bartalos Gyula 1839 június 15-én – hitoktató, régész, történész, műgyűjtő.
- Itt született 1874. július 8-án Gyenes Izsó hegedűművész.
- Itt született 1883-ban Hokky Károly politikus, országgyűlési képviselő.
- Itt született 1894. december 2-án Juhász (Schäffer) Árpád. Tanult Bécsben, Besztercebányán, Rozsnyón, Miskolcon. Mint újságíró tevékenykedett Szatmárnémetiben, Debrecenben, Miskolcon, Szegeden, Kolozsvárott és Budapesten. A Pesti Napló munkatársa volt. 1937–1938 között a kassai rádió magyar adásának szerkesztője.
- Itt született 1939. március 21-én Csáji Attila, református lelkész fiaként. Budapesten él. Világhírű képzőművész, alkotásainál főleg lézer technikát használ.
- Itt született 1970-ben Kulcsár Mária tréner, konzultáns.
- Itt tanult Simon Ernő (1941-2024) tanár.[10]

## Iskolái
- A magyar tanítási nyelvű általános iskola és gimnázium 18 tantermes épületét 1973-ban építették.

## Testvérvárosai
- Brzozów, Lengyelország
- Edelény, Magyarország
- Encs, Magyarország
- Karcag, Magyarország
- Siklós, Magyarország
- Székelykeresztúr, Románia
- Tarcal, Magyarország
- Tišnov, Csehország